# 鶴鳴山道教造像
鹤鸣山道教石窟寺及石刻位於中華人民共和國四川省广元市剑阁县鶴鳴山，文物遺址年代判定為南北朝至民国。1956年8月16日公佈為四川省第一批歷史及革命文物保護單位。1980年7月7日重新公佈為四川省第一批文物保護單位。2013年3月5日列為第七批全國重點文物保護單位。